# 이탈리아 은행

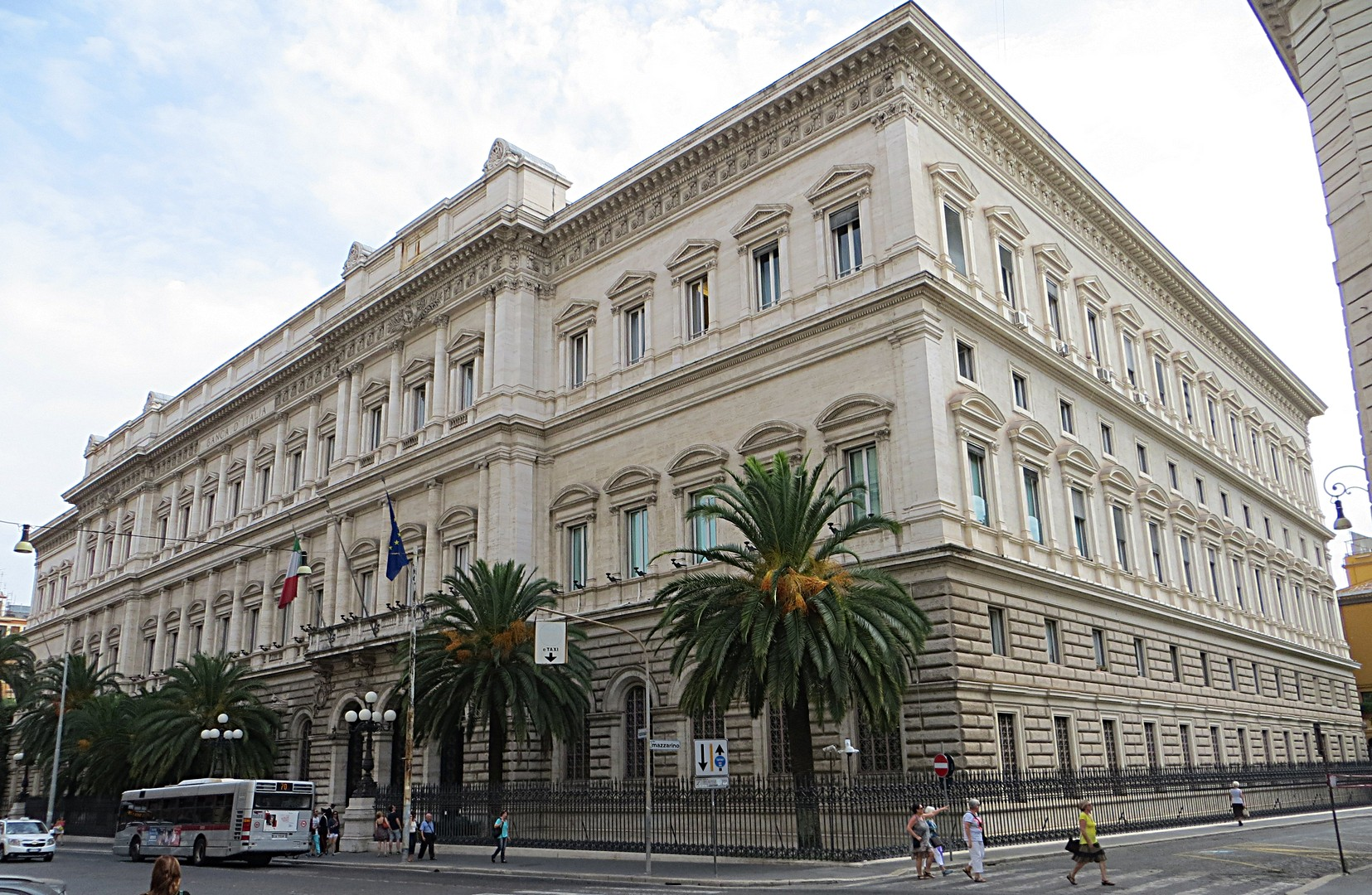

이탈리아 은행(이탈리아어: Banca d'Italia, [ˈbaŋka diˈtaːlja]로 발음, 비공식적으로 Bankitalia라고 함)은 유로시스템의 이탈리아 회원이며 1893년부터 1998년까지 이탈리아의 통화 당국으로 이탈리아 리라를 발행했다. 2014년부터는 유럽 은행 감독부 내에서 이탈리아의 국가 관할 기관이기도 하다. 로마 나치오날레를 통해 팔라초 코흐(Palazzo Koch)에 위치하고 있다.

## 역사
이 기관은 (방카 로마나 스캔들 이후) 이탈리아의 3개 주요 은행이 통합되어 1893년에 설립되었다. 새로운 중앙은행은 1926년에 처음으로 지폐를 발행했다. 1928년까지는 총괄 관리자가 지폐를 감독했지만, 그 이후에는 이탈리아 공화국 대통령의 명령에 따라 내부 관리자 위원회에서 선출된 총재가 7년 임기 동안 감독했다.
1863년 세계 화폐 시장의 위기는 공황을 불러일으켰고 지폐와 교환하여 금속 화폐를 모으기 위해 카운터로 달려갔다. 이탈리아 정부는 1866년에 지폐의 법정화폐와 법정화폐를 도입함으로써 이에 대응했다. 정부는 이러한 방식으로 발행 은행을 선호한다는 비난을 받았으며, 하나 이상의 발행자를 갖는 것이 타당성에 대해 "은행 문제"라고 불리는 오랜 논쟁이 일어났다.
1873년의 밍게티-피날리법은 이탈리아 왕국 국립 은행, 방카 나치오날레 토스카나, 방카 토스카나 디 크레디토, 방카 로마나, 방코 디 나폴리 및 시칠리아 은행 등 6개의 기존 발행 기관 간에 필수 발행 기관 컨소시엄을 설립했다. 그러나 이 조치는 불충분한 것으로 판명되었다.
방카 로마나 스캔들 이후 발행 기관의 재편이 필요해졌다.

## 같이 보기
- 이탈리아의 경제
- 이탈리아 리라